# Lipie Śląskie
Lipie Śląskie je obec v gmině Pawonków na jihu Polska (Horní Slezsko). Leží asi 54 kilometrů severozápadně od města Katovice a 3 kilometry jihozápadně od města Lubliniec. Je části obce Lisowice.
V letech 1975–1998 vesnice byla pod správou vojvodství Čenstochovice.

## Paleontologie
V poslední době je obec známá především jako významná paleontologická lokalita, kde jsou v prostoru nedaleké cihelny objevovány fosílie obratlovců z období svrchního triasu (počátek druhohor, asi před 205-200 miliony let). Byly zde nalezeny například fosílie obřích savcovitých plazů dicynodontů, dravých archosaurů rauisuchianů ad. V roce 2008 média oznámila, že zde polští paleontologové (Jerzy Dzik, Tomasz Sulej a Grzegorz Niedźwiedzki) odkryli pozůstatky jednoho z nejstarších velkých teropodních dinosaurů. Zařazení tohoto archosaura k dinosaurům je však sporné. V roce 2012 byl tento dravý archosaur formálně popsán a pojmenován jako Smok wawelski (wawelský drak).